# Yellow

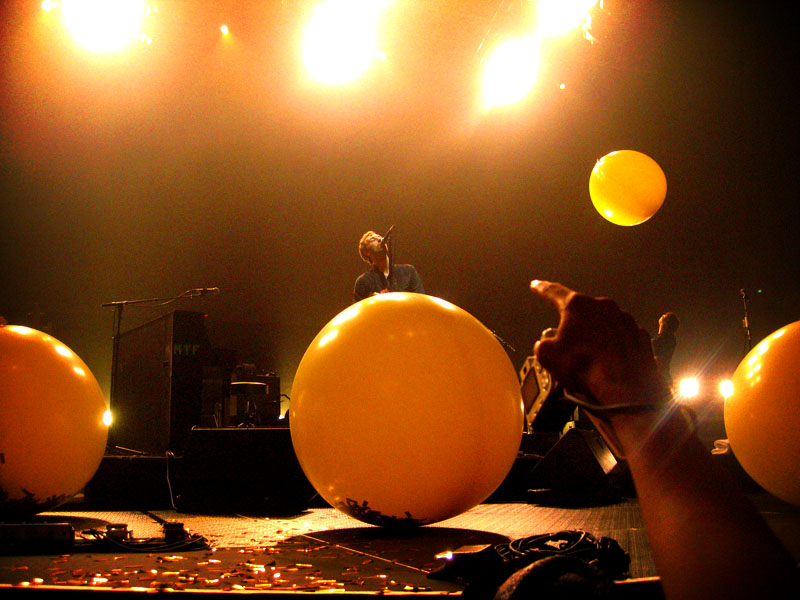
Coldplay speelt Yellow

Yellow is de tweede single van het debuutalbum Parachutes van de Britse rockgroep Coldplay. Yellow werd Coldplay's internationale doorbraak. Het werd hun eerste Top 10 hit in de Britse single hitlijsten. Er kwamen verschillende versies uit in Frankrijk, de Verenigde Staten en Brazilië. Het nummer is opgenomen in de Parr Street Studios in Liverpool.
Leadzanger en pianist Chris Martin zei over Yellow dat hij geïnspireerd werd door de Yellow Pages.

## Nummers

### Cd-maxi
1. "Yellow" (Albumversie) - 4:29
2. "Help Is Round The Corner" - 2:38
3. "No More Keeping My Feet From The Ground" - 4:33

### Franse cd-single
1. "Yellow" (Albumversie) - 4:29
2. "Help Is Round The Corner" - 2:38

### Engelse gelimiteerde editie 7" Vinyl
A. "Yellow" (Albumversie) - 4:29

B. "Help Is Round The Corner" - 2:38

### Cassettesingle
1. "Yellow" (Albumversie) - 4:29
2. "Help Is Round The Corner" - 2:38

## Video
De video voor Yellow is opgenomen op het strand van Studland, dicht bij Swanage, Engeland. Dit gebied staat bekend om de mooie stranden en is een beschermd natuurgebied.
De hele band zou in de video verschijnen, maar net op de opnamedag werd Will Champions moeder begraven, waarop werd besloten dat alleen Chris Martin in de video zou komen.
De video is opgenomen met 50 frames per seconde, twee keer de normale snelheid. Tijdens het opnemen moest Martin twee keer zo snel zingen, wilde hij audio en video synchroon laten lopen. De video is toen vertraagd tot 25 frames per seconde, wat een slow motion-effect geeft.
De video is gefilmd in één dag tijd.

## NPO Radio 2 Top 2000
| Nummer met noteringen in de NPO Radio 2 Top 2000 | '11 | '12 | '13 | '14 | '15 | '16 | '17 | '18 | '19 | '20 | '21 | '22 | '23 | '24 |
| ------------------------------------------------ | --- | --- | --- | --- | --- | --- | --- | --- | --- | --- | --- | --- | --- | --- |
| Yellow                                           | 190 | 176 | 154 | 195 | 158 | 111 | 126 | 116 | 129 | 114 | 118 | 51  | 56  | 52  |

1. ↑  Een vetgedrukt getal geeft de hoogste notering aan.
2. ↑  2011 was het eerste jaar met een notering voor dit nummer.

## Trivia
Yellow is gecoverd door de Chinese rockzanger Zheng Jun in 2001. Het nummer is volledig in het Chinees.